# Elioro Paredes
Elioro Paredes (né le 19 juin 1921) était un footballeur paraguayen.